# 飯田直次郎
飯田 直次郎（いいだ なおじろう、1884年（明治17年）6月26日 - 1952年（昭和27年）1月23日）は、日本の実業家。髙島屋社長を務めた。

## 来歴・人物
3代飯田新七の長男として京都府に生まれる。
京一中、第四高等学校、東京帝国大学法科経済学科卒業後、1909年12月、髙島屋飯田合名会社に入社。
1919年8月、髙島屋呉服店（髙島屋の前身）が創設されると取締役に就任し、海外貿易事業に従事。1926年に専務に就任してからは、大阪・なんば、東京・日本橋の両店を開店して、百貨店の基礎を築き、髙島屋を百貨店として成長させた。1942年3月、4代飯田新七が健康上の理由から社長を辞任したため、第3代社長に就任した。
戦後は、美術関係に情熱を注ぎ、横山大観などと親しくして髙島屋美術部の名を高め、日本の美術界の発展に尽くした。ほかに髙島屋飯田会長、住江織物、大阪スタヂアム取締役なども歴任した。
1952年1月23日、肝硬変のため死去。同日付を以って、従五位に叙せられ、勲四等瑞宝章を授与される。
1960年、髙島屋第5代社長に就任した飯田新一は長男。